# MobiFone
越南移動通信公司（越南语：／），是一間位於越南的電信業者。提供越南國內之行動電話網路─GSM700/800/1000/1200頻率。